# Loredana Boboc
Loredana Boboc (Bucarest, 12 maggio 1984) è un'ex ginnasta rumena.

## Palmarès
Olimpiadi
- 1 medaglia:
  - 1 oro (concorso a squadre a Sydney 2000).

Mondiali
- 2 medaglie:
  - 2 ori (concorso a squadre a Tientsin 1999, concorso a squadre a Gand 2001).

Europei
- 1 medaglia:
  - 1 bronzo (concorso a squadre a Parigi 2000).